# Aracuã-do-pantanal
Aracuã-do-pantanal ou chachalaca-do-chaco (Ortalis canicollis) é uma espécie de ave da família Cracidae.
Pode ser encontrada nos seguintes países: Argentina, Bolívia, Brasil, Paraguai e Uruguai.
Os seus habitats naturais são: florestas secas tropicais ou subtropicais e florestas subtropicais ou tropicais úmidas de baixa altitude.

## Subespécies
São reconhecidas duas subespécies:
- Ortalis canicollis canicollis (Wagler, 1830) - ocorre do Chaco do leste da Bolívia até o oeste do Paraguai e no norte da Argentina.
- Ortalis canicollis pantanalensis (Cherrie & Reichenberger, 1921) - ocorre no oeste do Brasil, no sudoeste do estado de Mato Grosso.